# Hadrianus Junius
Hadrianus Junius   (Hoorn, 1 de juliol de 1511 (Gregorià) - Middelburg, 16 de juny de 1575 (Gregorià)), també conegut com a Adriaen de Jonghe, fou un metge, botànic i professor universitari neerlandès.
Nasqué a Hoorn, i estudià a les universitats de Lovaina i Bolonya. Treballà de metge per l'aristocràcia a Bolonya, París i Londres. Tornà al comtat d'Holanda el 1550, i s'establí a Haarlem El seu llibre Emblemata es va publicar el 1565 per Christophe Plantin a Anvers. A Junius li agradaven especialment les coses rares de la naturalesa. El 1564 escriví un llibre curt sobre Phallus in Hollandia, on descrivia un bolet amb forma de penis que ell va anomenar Phallus hadriani.
El 1566, Guillem d'Orange va nomenar-lo historiador del comtat d'Holanda. Posteriorment el 1588 es publicà la seva obra de història política Batavia, obra fundador del mite batau, mite nacionalista fundador del país naixent de les Províncies Unides, nucli dels futurs Països Baixos.

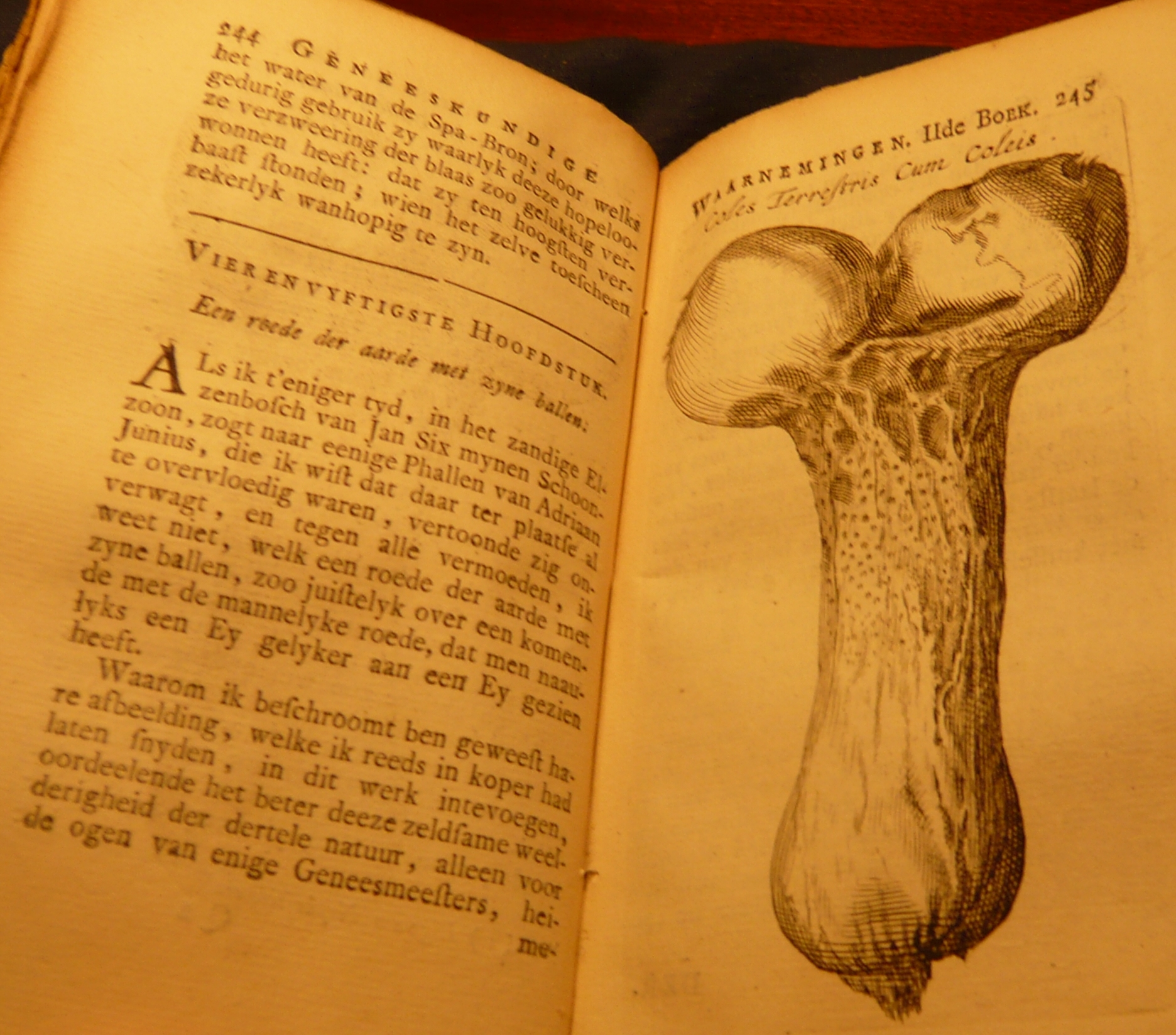
Dibuix de Phallus hadriani.

## Publicacions
- Adagia (1558), manual lingüístic
- Nomenclator, omnium rerum propria nomina variis linguis explicata indicans, diccionari políglota
- Phallus in Hollandria, 1564. (Index per Linnaeus en la seva Bibliotheca Botanica).
- Emblemata (1565), en neerlandès i francès, 1567.
- Batavia (1588), en Google books.